# مقاطعة توتيمسكي
مقاطعة توتيمسكي ((بالروسية: То́темский райо́н)‏) هي منطقة إدارية وبلدية  وهي إحدى التقسيمات الإدارية لفولوغدا أوبلاست الـ26 في فولوغدا أوبلاست، روسيا. تقع شرق أوبلاست ومجاورة لمقاطعة فيرخوفاجسكي ومقاطعة تانوغسكي من الشمال ومقاطعة نيوكسينسكي من الشمال الشرقي، ومقاطعة بابوشكينسكي من الشرق، ومقاطعة تشخلومسكي ومقاطعة سوليغاليتشسكي (في كوستروما أوبلاست من الجنوب، ومقاطعة مجدوريتشينسكي ومقاطعة سوكولسكي من الجنوب الغربي ومقاطعة سيامجينسكي من الغرب. تبلغ مساحتها حوالي 8,200 كيلومتر مربع (3,200 ميل2). وهي المركز الإداري لتوتما. قالب:Ru-census2010 26,392 (2002 Census [الإنجليزية]); قالب:Su-census1989 يمثل سكان توتما 42.0٪ من إجمالي سكان المنطقة.

## الجغرافيا
تمتد المنطقة من الجنوب إلى الشمال، مع نتوء في الشمال الشرقي. يعتبر نهر سوخونا الممر المائي الرئيسي ضمن حدود المقاطعة، ويعبرها من الجنوب الغربي إلى الشمال الشرقي. توجد في المقاطعة العديد من المستجمعات المائية المتفرعة عن نهر سوخونا وروافده، في حين تقع بعض المناطق الشمالية ضمن حوض نهر فاغا وحوض نهر كولوي، بينما تقع بعض المناطق الغربية ضمن حوض نهر سيامجينا أحد روافد نهر كوبينا. تصب بعض الأنهار جنوب المقاطعة في نهر أونجا ونهر كوستروما.
تغطي الغابات الصنوبرية مساحات كبيرة داخل المنطقة.
تغطي المستنقعات قرابة 8٪ من مساحة المنطقة. أكبرها مستنقع بولشايا تشيست الواقع بين وادي سوخونا ووادي تولشما. تبلغ مساحة المستنقع حوالي 200 كيلومتر مربع (77 ميل2) وهو في معظمه خالٍ من الأشجار. وهذا المستنقع هو الأكبر في منطقة فولوغدا أوبلاست. ثمة مستنقعات أخرى توجد شمال المنطقة، لا سيما في وادي كولوي ووادي نهر يوفتيوغا، كما أن بحيرة سونوجسكوي محاطة بالمستنقعات.